# ドライカッパ
ドライカッパは、電気通信事業者などが敷設しているツイストペアケーブル（メタルケーブル）通信線路のうち、当該事業者が使用せずに予備として扱う回線のこと。
送受信パケットを水道水、物理的な送受信ケーブルを水道管として、使用していない回線のことを「乾いた水道管」になぞらえ「ドライ（乾いた）カッパ（銅線, Copper）」と呼ぶことが由来。

## 概要
ケーブルの敷設には、費用と時間を要するため、回線保有事業者は長期的な需要を見込んで当座の需要よりも多めに敷設する場合があり、需要を超過して未使用状態にあるケーブルがドライカッパである。
ドライカッパは、他事業者へ貸し出されて、ADSL等のデジタル加入者線や、直収電話の回線などとして使用される。その接続方式は、主配線盤接続と呼ばれる。
伝送路およびその付帯設備の保守は通信線路所有の事業者が行い、交換設備の保守はその所有事業者が行うこととなっている。交換設備との接続工事は、通信線路所有事業者が行うのか、交換設備所有事業者が行うのかについて議論がある。

## 他事業者への貸し出し義務
支配的事業者のものを指定電気通信設備として指定し、他事業者への適切な価格での貸し出し義務を課している事がある。日本では、NTT東日本・NTT西日本の加入者線が第一種指定電気通信設備として指定されており、社内取引価格での開放が義務付けられている。
1999年に開始された。加入者の電話加入権所有の有無に関わらず同一料金で貸し出されている。光ケーブル化の障害になるという意見もある。
また、平成電電の直収電話事業が伸びなかった原因の一つとして、NTTから平成電電への切り替えの工事の手間が煩雑になっていたことも指摘されている。